# Gole (Deudet)
Gole ist eine osttimoresische Aldeia im Suco Deudet (Verwaltungsamt Lolotoe, Gemeinde Bobonaro). 2015 lebten in der Aldeia 206 Menschen.

## Geographie
Gole liegt im Norden des Sucos Deudet. Südlich befindet sich die Aldeia Oe-Laca. Im Westen und Norden grenzt Gole an den Suco Lontas, im Nordosten an den Suco Leber und im Osten an den Suco Opa. Der Pa entspringt im nördlichen Grenzgebiet zwischen Gole und Deudet und markiert die nördliche Grenze zu Lontas und Leber. Er ist ein Nebenfluss des Loumea. Der Foura entspringt im Westen von Gole und durchquert es in Richtung Süden. An der Westgrenze liegt der Berg Coes (1205 m), an der Grenze im Südosten der Tulo (1285 m) und im Nordosten der Lolo Curu (1043 m).
Eine Überlandstraße durchquert die Aldeia und teilt sich im Südosten hinter dem Dorf Itililig (Gole) in zwei kleinere Straßen.

## Politik
2023 wurde Basilio Afonso zum Chefe de Aldeia gewählt.